# Миргородська 2-га сотня
Друга Миргородська сотня — адміністративно-територіальна та військова одиниця Миргородського полку за Гетьманщини (Військо Запорозьке Городове). Сотенний центр в 1760-80 роках — містечко Хомутець.

## Історія 2-ї Миргородської сотні
Як адміністративна одиниця сформувалася влітку 1648 року. Була однією із 4 (чотирьох) Миргородських сотень.
Друга Миргородська сотня періодично ліквідовувалась, проте на відміну третьої і четвертої Миргородських сотень, за політичної чи іншої необхідності знову відновлювалась. Зокрема за Генеральним описом 1765-69 років взагалі простежується наявність лише 2-ї сотні (Перша сотня або з якихось причин не описана, або ж можливо на короткий час дійсно була ліквідована).
Востаннє Друга Миргородська була відновлена на основі Хомутецької сотні у 1775-у році.
Після ліквідації полково-сотенного устрою Лівобережної України у 1782 році Друга Миргородська сотня увійшла до Миргородського повіту Київського намісництва, проте є імовірність, що деякі хутори, а то і села потрапили до складу найближчих повітів сусіднього Чернігівського намісництва.

## Сотники
- Гладченко Гаврило (1649)
- Апостол Павло (1657)
- Бец Гаврило (1712 — 1713)
- Потапенко (1756)
- Черниш Данило Никифорович (1771 — 1782)

## Опис 2-ї Миргородської сотні
За описом Київського намісництва 1781 року наявні наступні дані про кількість сіл та населення Другої Миргородської сотні. Опис сотні підсумовується як частковий, тому цілком можливо, що деякі хутори (можливо і села) потрапили до складу Чернігівського намісництва, на кордоні з якою знаходилась територія сотні:
| Населені пункти 2-ї Миргородської сотні                     | Дворян і шляхетства | Різночинців | Духовенства | Церковників | Греків | Хат              | Хат                   | Хат   | Хат                                        | Хат                                                           | Всього | Всього                             |
| Населені пункти 2-ї Миргородської сотні                     | Дворян і шляхетства | Різночинців | Духовенства | Церковників | Греків | козаків виборних | козаків підпомічників | міщан | посполитих коронних, в тому числі рангових | посполитих власницьких, різночинських і козацьких підсусідків | хат    | за останньою 1764 року ревізії душ |
| ----------------------------------------------------------- | ------------------- | ----------- | ----------- | ----------- | ------ | ---------------- | --------------------- | ----- | ------------------------------------------ | ------------------------------------------------------------- | ------ | ---------------------------------- |
| Відійшли до Миргородського повіту (Київського намісництва): |                     |             |             |             |        |                  |                       |       |                                            |                                                               |        |                                    |
| село Попівки                                                | —                   | 1           | 4           | 2           | —      | 93               | 51                    | —     | —                                          | 685                                                           | 829    | —                                  |
| містечко Хомутець                                           | 1                   | 2           | 5           | 2           | —      | 52               | 40                    | —     | —                                          | 554                                                           | 646    | —                                  |
| село Сорочинці (нині Малі Сорочинці)                        | 2                   | 2           | 1           | 2           | —      | 125              | 95                    | —     | —                                          | 43                                                            | 263    | —                                  |
| село Довгалівка                                             | —                   | —           | 2           | 1           | —      | 55               | 42                    | —     | —                                          | 18                                                            | 115    | —                                  |
| село Бакумівка                                              | —                   | 1           | 2           | 2           | —      | 28               | 31                    | —     | —                                          | 167                                                           | 226    | —                                  |
| село Черевки                                                | 1                   | 1           | 2           | 3           | —      | 67               | 36                    | —     | 117                                        | 64                                                            | 284    | —                                  |
| село Зуївці                                                 | 2                   | 4           | 3           | 2           | —      | 155              | 217                   | —     | —                                          | 128                                                           | 500    | —                                  |
| 1. хутір Глибокий (нині село Глибоке?)                      | —                   | —           | —           | —           | —      | —                | —                     | —     | —                                          | 2                                                             | 2      | —                                  |
| 2. хутір священика Зільницького                             | —                   | —           | —           | —           | —      | —                | —                     | —     | —                                          | 1                                                             | 1      | —                                  |
| 3. хутір козака Щербиненка                                  | —                   | —           | —           | —           | —      | 1                | —                     | —     | —                                          | —                                                             | 1      | —                                  |
| 4. хутір підданого Янка                                     | —                   | —           | —           | —           | —      | —                | —                     | —     | —                                          | 2                                                             | 2      | —                                  |
| 5. хутір писаря сотенного Погорілого                        | —                   | —           | —           | —           | —      | —                | —                     | —     | —                                          | 1                                                             | 1      | —                                  |
| 6. хутір козаків Тригубенків (пізніше село Тригубиця ?)     | —                   | —           | —           | —           | —      | 1                | —                     | —     | —                                          | —                                                             | 1      | —                                  |
| 7. хутір того ж Погорілого                                  | —                   | —           | —           | —           | —      | —                | —                     | —     | —                                          | 6                                                             | 6      | —                                  |
| 8. хутір козака Живогляда                                   | —                   | —           | —           | —           | —      | 1                | —                     | —     | —                                          | —                                                             | 1      | —                                  |
| 9. хутір посполитого Чаленка                                | —                   | —           | —           | —           | —      | —                | —                     | —     | —                                          | 1                                                             | 1      | —                                  |
| 10. хутір козака Духа                                       | —                   | —           | —           | —           | —      | 2                | —                     | —     | —                                          | —                                                             | 2      | —                                  |
| 11. хутір посполитого Лубенця                               | —                   | —           | —           | —           | —      | —                | —                     | —     | —                                          | 1                                                             | 1      | —                                  |
| 12. хутір козаків Курѣловъ                                  | —                   | —           | —           | —           | —      | 3                | —                     | —     | —                                          | —                                                             | 3      | —                                  |
| 13. хутір козаків Кириленків                                | —                   | —           | —           | —           | —      | 2                | —                     | —     | —                                          | —                                                             | 2      | —                                  |
| 14. хутір посполитого Зубренка                              | —                   | —           | —           | —           | —      | —                | —                     | —     | —                                          | 2                                                             | 2      | —                                  |
| 15. хутір посполитого Залѣського                            | —                   | —           | —           | —           | —      | —                | —                     | —     | —                                          | 1                                                             | 1      | —                                  |
| 16. хутір посполитого Бурлаки                               | —                   | —           | —           | —           | —      | —                | —                     | —     | —                                          | 1                                                             | 1      | —                                  |
| 17. хутір посполитого Сахацького                            | —                   | —           | —           | —           | —      | —                | —                     | —     | —                                          | 1                                                             | 1      | —                                  |
| 18. хутір посполитого Шандри                                | —                   | —           | —           | —           | —      | —                | —                     | —     | —                                          | 4                                                             | 4      | —                                  |
| 19. хутір козака Зайця                                      | —                   | —           | —           | —           | —      | —                | 1                     | —     | —                                          | —                                                             | 1      | —                                  |
| 20. хутір осавула полкового Кандискалова                    | —                   | —           | —           | —           | —      | —                | —                     | —     | —                                          | 2                                                             | 2      | —                                  |
| 21. хутір посполитого Северина                              | —                   | —           | —           | —           | —      | —                | —                     | —     | —                                          | 7                                                             | 7      | —                                  |
| 22. хутір козака Даниленка                                  | —                   | —           | —           | —           | —      | 3                | —                     | —     | —                                          | —                                                             | 3      | —                                  |
| 23. хутір посполитого Порубайбуза                           | —                   | —           | —           | —           | —      | —                | —                     | —     | —                                          | 1                                                             | 1      | —                                  |
| 24. хутір посполитих Саленка, Гаврεша й Скляра              | —                   | —           | —           | —           | —      | —                | —                     | —     | —                                          | 4                                                             | 4      | —                                  |
| 25. хутір посполитого Гарбуза                               | —                   | —           | —           | —           | —      | —                | —                     | —     | —                                          | 1                                                             | 1      | —                                  |
| 26. хутір козака Нѣмича                                     | —                   | —           | —           | —           | —      | —                | 1                     | —     | —                                          | —                                                             | 1      | —                                  |
| 27. хутір посполитого Кабуся                                | —                   | —           | —           | —           | —      | —                | —                     | —     | —                                          | 1                                                             | 1      | —                                  |
| 28. хутір посполитого Хитка                                 | —                   | —           | —           | —           | —      | —                | —                     | —     | —                                          | 1                                                             | 1      | —                                  |
| 29. хутір Гайдуківський козака Кузуба                       | —                   | —           | —           | —           | —      | —                | 1                     | —     | —                                          | —                                                             | 1      | —                                  |
| 30. хутір козаків Титаренка і Гасенка                       | —                   | —           | —           | —           | —      | 4                | —                     | —     | —                                          | —                                                             | 4      | —                                  |
| 31. хутір посполитих Брунків                                | —                   | —           | —           | —           | —      | —                | —                     | —     | —                                          | 2                                                             | 2      | —                                  |
| 32. хутір козака Мартина Гасенка (нині село Гасенки?)       | —                   | —           | —           | —           | —      | 3                | —                     | —     | —                                          | —                                                             | 3      | —                                  |
| 33. хутір посполитих Лубенців                               | —                   | —           | —           | —           | —      | —                | —                     | —     | —                                          | 3                                                             | 3      | —                                  |
| 34. хутір посполитих Таранців                               | —                   | —           | —           | —           | —      | —                | —                     | —     | —                                          | 7                                                             | 7      | —                                  |
| 35. хутір посполитого Ільяшенка                             | —                   | —           | —           | —           | —      | —                | —                     | —     | —                                          | 1                                                             | 1      | —                                  |
| 36. хутір військового товариша Короленка і козака Духа      | —                   | —           | —           | —           | —      | 2                | —                     | —     | —                                          | 1                                                             | 3      | —                                  |
| 37. хутір значкового товариша Ганжі                         | —                   | —           | —           | —           | —      | —                | —                     | —     | —                                          | 2                                                             | 2      | —                                  |
| 38. хутір посполитого Петрухаїла                            | —                   | —           | —           | —           | —      | —                | —                     | —     | —                                          | 1                                                             | 1      | —                                  |
| 39. хутір посполитого Гриненка                              | —                   | —           | —           | —           | —      | —                | —                     | —     | —                                          | 1                                                             | 1      | —                                  |
| 40. хутір посполитих Шпака і Мельника з товаришами          | —                   | —           | —           | —           | —      | —                | —                     | —     | —                                          | 5                                                             | 5      | —                                  |
| 41. хутір посполитого Дрозда                                | —                   | —           | —           | —           | —      | —                | —                     | —     | —                                          | 2                                                             | 2      | —                                  |
| 42. хутір посполитих Пустовойтів                            | —                   | —           | —           | —           | —      | —                | —                     | —     | —                                          | 2                                                             | 2      | —                                  |
| 43. хутір посполитого Кучеренка                             | —                   | —           | —           | —           | —      | —                | —                     | —     | —                                          | 1                                                             | 1      | —                                  |
| 44. хутір посполитого Стешенка                              | —                   | —           | —           | —           | —      | —                | —                     | —     | —                                          | 1                                                             | 1      | —                                  |
| 45. хутір посполитого Андрія Стешенка                       | —                   | —           | —           | —           | —      | —                | —                     | —     | —                                          | 1                                                             | 1      | —                                  |
| 46. хутір козаків Куриленків                                | —                   | —           | —           | —           | —      | 4                | —                     | —     | —                                          | —                                                             | 4      | —                                  |
| 47. хутір сотника Попатенка                                 | —                   | —           | —           | —           | —      | —                | —                     | —     | —                                          | 1                                                             | 1      | —                                  |
| 48. хутір сотника Ганжевича                                 | —                   | —           | —           | —           | —      | —                | —                     | —     | —                                          | 1                                                             | 1      | —                                  |
| 49. хутір козака Щербаня                                    | —                   | —           | —           | —           | —      | —                | —                     | —     | —                                          | 1                                                             | 1      | —                                  |
| 50. хутір посполитого Забѣлиного Виника                     | —                   | —           | —           | —           | —      | —                | —                     | —     | —                                          | 1                                                             | 1      | —                                  |
| 51. хутір Стовбинський (нині село Стовбине)                 | —                   | —           | —           | —           | —      | —                | —                     | —     | —                                          | 6                                                             | 6      | —                                  |
| 52. хутір ад'ютанта Апостола                                | —                   | —           | —           | —           | —      | —                | —                     | —     | —                                          | 1                                                             | 1      | —                                  |
| 53. хутір Дворцъ (нині село Лісове)                         | —                   | —           | —           | —           | —      | —                | —                     | —     | —                                          | 6                                                             | 6      | —                                  |
| 54. хутір возного Тымофѣева                                 | —                   | —           | —           | —           | —      | —                | —                     | —     | —                                          | 1                                                             | 1      | —                                  |
| 55. хутір того ж Тымофѣева                                  | —                   | —           | —           | —           | —      | —                | —                     | —     | —                                          | 1                                                             | 1      | —                                  |
| 56. хутори сотника 57. Чарниша                              | —                   | —           | —           | —           | —      | —                | —                     | —     | —                                          | 8                                                             | 8      | —                                  |
| 58. хутір козака Стишенка                                   | —                   | —           | —           | —           | —      | —                | —                     | —     | —                                          | 1                                                             | 1      | —                                  |
| 59. хутір посполитого Апостолового Мельника                 | —                   | —           | —           | —           | —      | —                | —                     | —     | —                                          | 1                                                             | 1      | —                                  |
| Всього у частині сотні 2-ї Миргородської                    | 6                   | 11          | 19          | 14          | —      | 601              | 515                   | —     | 117                                        | 1758                                                          | 2991   | 8278                               |